# Thorsten Kreissig

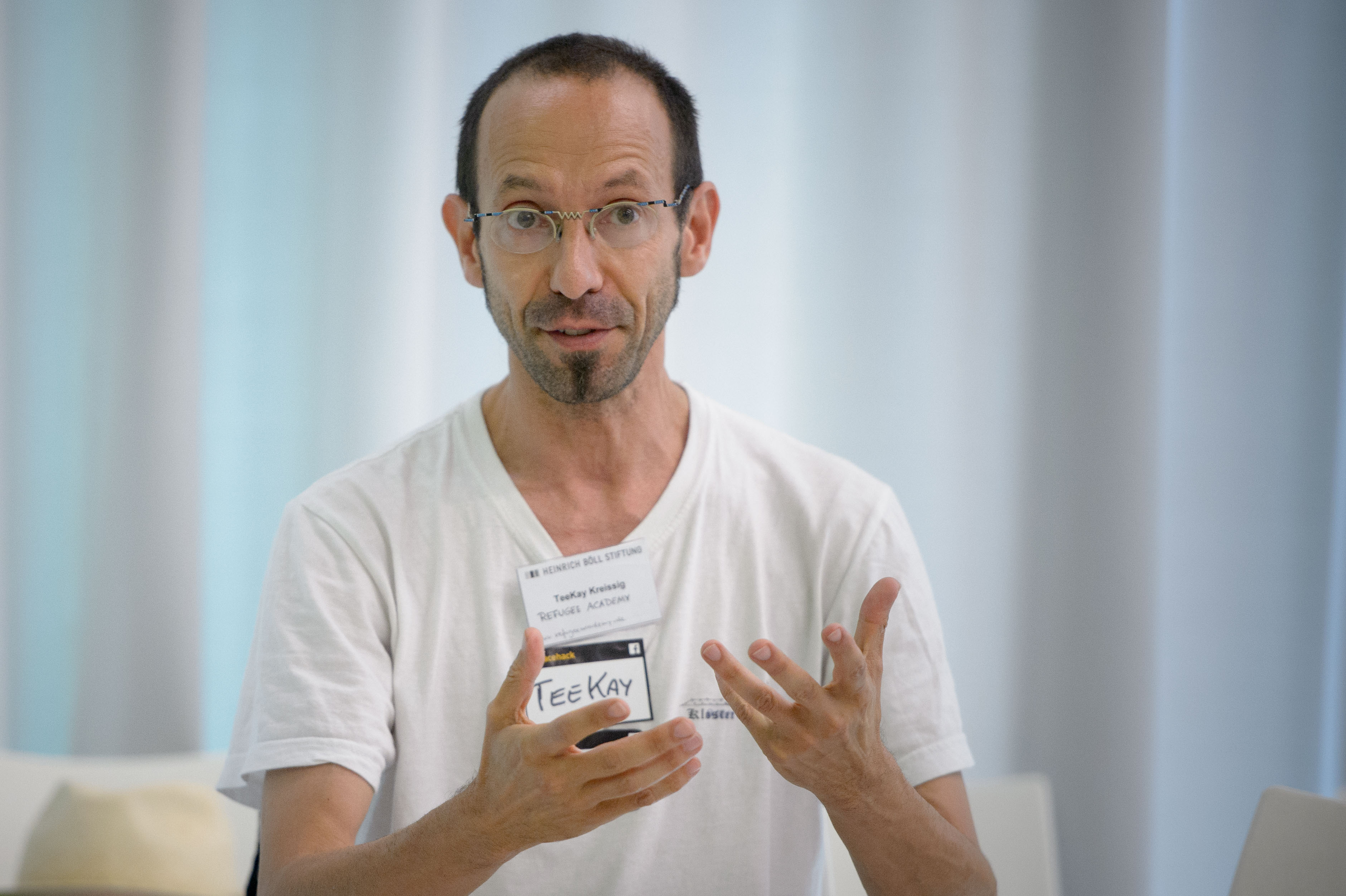
Thorsten Kreissig, 2016

Thorsten Michael Kreissig (* 2. Oktober 1963 in Reutlingen) ist ein deutscher Regisseur, Choreograph, Schauspieler, Script Doctor, Balletttänzer, Theater- und Sportpädagoge, Performance- und Konzeptkünstler.

## Leben und Darstellende Künste
Kreissig ist Sohn einer Ballettlehrerin und eines Konzertveranstalters. Er arbeitete bereits für das Theater des Westens Berlin, die Staatsoper Unter den Linden Berlin, das Bayerische Staatsschauspiel München, das Opernhaus Graz, die Internationalen Musikfestwochen Luzern, das Württembergische Staatstheater Stuttgart, das Stadsteater Malmö, die Türkische Staatsoper Izmir und das Kennedy Center Washington. Parallel zu seinem künstlerischen Wirken engagiert er sich in der Bildungsarbeit und hat Projekte für Stiftungen begleitet und entwickelt.

### Tänzer
Zunächst durchlief er eine Ausbildung zum klassischen Tänzer an der Stuttgarter John-Cranko-Schule. Im Rahmen von Vorstellungen des Stuttgarter Balletts hatte er erste Solorollen, u. a. als Zarewitsch in Anastasia von Kenneth McMillan. Außerdem war er Gaststudent an der Académie de Danse Princesse Grace in Monaco und bei den Kölner Tanzwochen, wo er auch Stepptanz sowie Pantomime u. a. bei Samy Molcho belegte. Er nahm erfolgreich an mehreren Wettbewerben teil. 1982 erhielt er die Silbermedaille beim deutschen Ballettwettbewerb „Jugend und Ballett“ und nahm 1986 auch erfolgreich am Internationalen Ballettwettbewerb in Varna (Bulgarien) teil, wo er den 6. Platz belegte. Von 1986 bis 1990 war er fest als Solist am Ballett der Niedersächsischen Staatsoper Hannover engagiert, wo er u. a. als Puck im Sommernachtstraum, Benno in Schwanensee oder Petruschka im gleichnamigen Ballett zu sehen war.
Ab 1990 arbeitete er freischaffend und trat u. a. als Teufel in Birgit Cullbergs Kampen um Kungakronen am Stadsteater Malmö und als Mercutio in Tom Schillings Romeo und Julia auf. Ab 1992 stellte er seine Karriere als Tänzer in den Hintergrund. 2007 wurde er beim Stuttgarter Ballett als Jacques Offenbach in Maurice Béjarts Gaîté Parisienne besetzt, doch er zog sich eine Woche vor der Premiere eine schwere Verletzung zu. Im Herbst 2007 übernahm er dann die Rolle der Gouvernante in David Lichines Kadettenball im Nationaltheater München.

### Schauspiel- und Musicalkarriere
In Hannover nahm Kreissig Schauspiel- und Gesangsunterricht und verkörperte u. a. den Puck in Carl Maria von Webers Oberon. Im Mai 1990 gab er mit dem Soloprogramm „The Funtom of the Opera“ sein Debüt als Entertainer. 1991 gewann er den Ersten Preis beim Bundeswettbewerb Gesang in Berlin. 1992 wirkte er bei der Uraufführung von Bombenstimmung – Die Ufa Revue im Kennedy Center in Washington und bei der Europäischen Erstaufführung im Berliner Theater des Westens mit. Zu seinem Repertoire zählten weiterhin der „Conférencier“ in Cabaret, „Riff“ in Leonard Bernsteins West Side Story, der „Sigismund“ im Weißen Rössl, den er in mehreren En-Suite-Produktionen in der Komödie am Kurfürstendamm in Berlin und der Komödie im Bayerischen Hof in München verkörperte sowie „Cosmo Brown“ in Singin’ In The Rain, im Film verkörpert von Donald O’Connor.

### Choreograph
Schon während der Ausbildung zum Tänzer schuf Kreissig zahlreiche kurze Stücke für die Schulvorstellungen der John-Cranko Schule. Auch in Hannover arbeitet er als Choreograph zunächst für das Schauspiel, später auch für Ballett und Oper. 1988 wurde er von Konstanze Vernon eingeladen, für die Kooperation der Heinz-Bosl-Stiftung und der Münchner Philharmoniker eine Choreographie von Prokoffievs Peter und der Wolf zu erarbeiten. 1991 schuf er mit Traumschweig seine erste Auftragschoreographie anlässlich des 300-jährigen Jubiläums des Staatstheaters Braunschweig.

### Ballettdirektor
Nach seiner Teilnahme 1991 am 1. Internationalen Choreographenwettbewerb der Min-On Stiftung in Tokyo, wurde er von 1992 bis 1996 als damals jüngster Ballettdirektor und Chefchoreograph der Schweiz am Luzerner Theater engagiert. Mit seiner Truppe aus technisch und künstlerisch herausragenden Tänzern baute er ein umfangreiches Repertoire auf, das von neoklassischen Werken über hintergründige Adaptionen großer klassischer Handlungsballette bis hin zum modernen Tanztheater reichte. Jährliche Beiträge zu den Internationalen Musikfestwochen Luzern etablierten seinen Ruf als Realisator außergewöhnlicher, spartenübergreifender Theaterproduktionen und Open-Air Events. So realisierte er 1992 mit Les Mariés de la Tour Eiffel ein absurdes Sprechtheater nach Jean Cocteau zur Musik der Groupe des Six, 1993 einen kompletten Abend zu Werken des Composers in Residence Alfred Schnittke und 1995 schließlich unter dem Titel Pictures in the Park ein Open-Air-Spektakel mit Jazzmusikern und Tänzern rund um das Richard-Wagner-Museum in Tribschen.

### Theaterregisseur
Von 1996 arbeitete Kreissig wiederum freischaffend und setzte seinen Fokus auf als Regiearbeiten im Musiktheater, wobei er oft Regie und Choreographie in Personalunion lieferte. Seine West Side Story in Gera war die erste Produktion in Deutschland, die gemäß den neuen Verlagsrichtlinien in den 50er Jahren angesiedelt war. Kreissig führte mit Ballett, Schauspiel und Oper alle Sparten des Hauses mit Gästen aus dem Musicalbereich zusammen. Eine mehrjährige Kooperation entwickelte sich mit dem Festival Rossini in Wildbad, wo sein Sinn für untergründige Komik in Verbindung mit bekannten und unbekannten Belcanto Opern faszinierte. Schon 1992 hatte er die deutsche Erstaufführung von Rossinis L’equivoco stravagante betreut, 2005 folgte L’occasione fa il ladro und 2007 L’italiana in Algeri Dubai. In mehr als 120 Produktionen unterschiedlichster Stilrichtungen – von Straßen-Opern, Tanzabenteuern, Modenschauen und Erlebnis-Events hat er die Grenzen künstlerischen Erlebens immer wieder ebenso humorvoll wie effektiv erweitert.
Ab Mitte der 1990er Jahre arbeitete er zunehmend auch als Autor fürs Theater. Es entstanden Filmrevuen und diverse Solo- und Duoprogramme.

## Kulturvermittler – Theaterpädagoge
Die theaterpädagogische Arbeit mit Laien und Semiprofis jeder Altersstufe stellen einen weiteren Schwerpunkt dar. Nach ersten Balletten für und mit Kindern wandte er sich auch hier stärker den schauspielerischen Aspekten zu. 1998 unterrichtete er an der Bayerischen Theaterakademie in der Abteilung Musical. 2000–2003 assistierte er Rolf Reuter beim Dirigierunterricht an der Hochschule für Musik Hanns Eisler in Berlin.
2007 brachte seine Aktion Dance the Cranko im Rahmen des von ihm entwickelten Festivals Cranko Moves in Stuttgart die ganze Stadt zum Tanzen - das erste Public Viewing für Tanz in Europa. 2009 schickte er für die Kinderturnstiftung Baden-Württemberg über 150 begabte Turnkinder in Turnhallen mit der Katze Kim auf eine große Weltreise. 2011 entwickelte er unter dem Titel Köln denkt mit für die Hochbegabtenvereinigung Mensa ein Infotainment-Veranstaltungskonzept, das das erfolgreiche amerikanische Bildungsformat der TED Talks weiterentwickelt und auch den Live Event kostenlos zugänglich machte. 2021–2022 hatte er einen Lehrauftrag an der Musikhochschule Mannheim für Bewegungsunterricht für Sänger.
Die Verbindung von Kultur und Sport hat im Wirken von Kreissig einen hohen Stellenwert. So thematisierte er in seinen Stücken zum einen sportliche Ereignisse: so inspirierte Boris Beckers Karriere die Figur eines Tennisspielers in Nach Ansage (1986), in Traumschweig (1991) war eine Rolle als „Der Sportler“ ausgewiesen. Im Oktober 2009 entwickelte Kreissig einer Kinderturnshow mit über 120 Mitwirkenden für den Schwäbischen Turnerbund und die Kinderturnstiftung Baden-Württemberg.

## Verbindung Kunst, Bildung und Wissenschaft
Kreissig verbindet Kunst, Bildung und Wissenschaft, um gesellschaftliche Veränderungen anzustoßen und zu begleiten. Er arbeitet als Wissenschaftskommunikator, Kommunikationscoach und Trainer in verschiedenen Bereichen. So u. a. für die Unternehmensgründer an der Leuphana Universität in Lüneburg, die jDPG, den Verband Deutscher Wirtschaftsingenieure, als Gastdozent an der Hochschule für Sport in Stuttgart, sowie bei EPALE - Elektronische Plattform für Erwachsenenbildung in Europa. Bei der BerlinScienceWeek stieß er 2022 und 2023 Projekte rund um KI und Klimawandel an. Seit 2019 beschäftigt er sich zudem mit Robotern, Drohnen und Künstlicher Intelligenz. U&I-Robotic-Dance war der erste Flash-Mob für Roboter. 2022 entstanden in Kooperation mit der Universität Luxemburg mehrere Art&AI-Konzepte für die Europäische Kulturhauptstadt Esch2022, darunter Singularity42, Out of the Loop und DEUS-X-MACHINA – Der Theologische Turing Test.
Zivilgesellschaftliches Engagement: Seit 2020 ist Kreissig Mitglied von Scientists4Future und entwickelt gemeinsam mit vielen Kollegen Projekte rund um die Klimakrise, darunter die Zukunftsbilder.

## Wettbewerbe, Preise und Auszeichnungen
- 1991: 1. Preis des Regierenden Bürgermeisters beim Bundeswettbewerb Gesang Berlin[11]
- 1991: Einladung und Teilnahme beim „1. Internationalen Choreographenwettbewerb“ in Tokyo (23 weltweit ermittelte Teilnehmer)
- 1989: Finalist beim Bundesdeutschen Gesangswettbewerb „Musical und Chanson“
- 1988: Sechster Platz beim Internationalen Ballettwettbewerb in Varna
- 1988: Kulturförderpreis der Zeitschrift Nobilis
- 1982: Silbermedaille beim Bundesdeutschen Ballettwettbewerb „Jugend und Ballett“

## Werkliste

### Regie Oper / Operette / Musical (Auswahl)
| I love you, you’re perfect | Staatstheater Cottbus              | 2012 |
| I love you, you’re perfect | Landesbühnen Sachsen, Radebeul     | 2010 |
| Italiana in Algeri Dubai   | Rossini in Wildbad                 | 2008 |
| Trazom Kiasom              | Herrenhausen Festival Hannover     | 2006 |
| I Gelosi                   | Rossini in Wildbad                 | 2006 |
| Happy Birthday, Mozart!    | Theater Ingolstadt                 | 2006 |
| L’occasione fa il ladro    | Rossini in Wildbad                 | 2005 |
| West Side Story            | Theater Altenburg Gera             | 2005 |
| Polenblut                  | Theater Görlitz                    | 2004 |
| Gräfin Mariza (Coregie)    | Theater Vorpommern                 | 2004 |
| Rocky Horror Show          | Städtebundtheater Hof              | 1997 |
| La Cenerentola             | Vereinigte Bühnen Graz, Österreich | 1995 |
| L' Equivoco Stravagante    | Rossini in Wildbad                 | 1993 |

### Weitere Regien für Musiktheater (Auswahl)
| Dance Dinner for One            | Theatre La Fourmi, Luzern                    | 2010 |
| Kims grosse Reise               | Kinderturnstiftung Baden-Württemberg         | 2009 |
| Building Europe Now             | Landessportbund NRW, Europaprojekt           | 2003 |
| Reewüüh                         | Landesjugendchor Niedersachsen               | 2002 |
| Spass mit Satie                 | Münchner Philharmoniker                      | 2000 |
| Peter und der Wolf              | Staatstheater Cottbus                        | 2000 |
| Geschichte vom Soldaten         | Deutsche Staatsoper Unter den Linden, Berlin | 1999 |
| Die Winterreise                 | Tanztheater Hannover                         | 1997 |
| Wir machen Musik (Filmrevue)    | Opernhaus Halle                              | 1995 |
| Die Hochzeit auf dem Eiffelturm | Internationale Musikfestwochen Luzern        | 1992 |

### Choreographien für Musical, Oper und Operette
| Die Dreigroschenoper                 | Theater Ingolstadt                     | 2005 |
| West Side Story                      | Theater Altenburg Gera                 | 2005 |
| Polenblut                            | Theater Görlitz                        | 2004 |
| Gräfin Mariza                        | Theater Vorpommern                     | 2004 |
| Der Zauberer von Ooz                 | Anhaltisches Theater Dessau            | 2003 |
| Der Vogelhändler                     | Staatstheater am Gärtnerplatz, München | 2001 |
| Die Zauberflöte                      | Staatstheater am Gärtnerplatz, München | 2000 |
| Im Weissen Rössl                     | Komödie am Kudamm, Berlin              | 2000 |
| Fellini – Fellini                    | Schillertheater NRW                    | 1999 |
| Geschichte vom Soldaten              | Staatsoper Unter den Linden, Berlin    | 1999 |
| Fifty – Fifty (50er Jahre Revue)     | Konzertdirektion Landgraf              | 1998 |
| La Cage aux Folles                   | Bernhard Theater, Zürich               | 1998 |
| Der Mann von La Mancha               | Clingenburg Festspiele                 | 1998 |
| Dreigroschenoper                     | Bayerisches Staatsschauspiel           | 1998 |
| Hello Dolly                          | Staatsoper Hannover                    | 1997 |
| Die verkaufte Braut                  | Theater Basel                          | 1996 |
| Tante Tilly und die tollen Zwanziger | Staatsoper Hannover                    | 1996 |
| Cabaret                              | Stadttheater Luzern                    | 1993 |
| Jesus Christ Superstar               | Schlossfestspiele Ettlingen            | 1992 |
| Orpheus in der Unterwelt             | Staatsschauspiel Hannover              | 1989 |
| Präriesaloon                         | Neues Theater Hannover                 | 1988 |
| Linie 1                              | Staatsschauspiel Hannover              | 1988 |

### Choreographien Ballette (Auswahl)
| Bir Kumru Masali                           | Staatsoper Izmir (Türkei)             | 2007    |  |
| Game Over, Petruschka                      | Mainfrankentheater Würzburg           | 2004    |  |
| Hamlet Assoziationen                       | Rossini in Wildbad                    | 1996    |  |
| Crazy Clips                                | Luzerner Ballett                      | 1995    |  |
| Research I-V (Musik: Rolf Schimmermann)    | Luzerner Ballett                      | UA 1995 |  |
| Rossini Spitzen                            | Rossini in Wildbad                    | 1995    |  |
| Coppélia oder der Sandmann                 | Luzerner Ballett                      | 1995    |  |
| pictures in the Park                       | Internationale Musikfestwochen Luzern | 1994    |  |
| Der Feuervogel                             | Luzerner Ballett                      | 1994    |  |
| Peer!                                      | Luzerner Ballett                      | 1994    |  |
| Konzert für Klavier und Streicher          | Internationale Musikfestwochen Luzern | 1993    |  |
| Dornröschen                                | Luzerner Ballett                      | 1993    |  |
| Die Hochzeit auf dem Eiffelturm            | Internationale Musikfestwochen Luzern | 1992    |  |
| Rossinianas                                | Palau de Musica, Valencia (Spanien)   | 1992    |  |
| The Trip                                   | Choreographenwettbewerb Tokyo         | 1991    |  |
| Traumschweig                               | Staatstheater Braunschweig            | 1991    |  |
| DIGITS                                     | Stadsteater Malmö (Schweden)          | 1990    |  |
| Die Zauberflöte (komplette Ballettversion) | Theater am Aegi (Hannover)            | 1988    |  |

### Rollenrepertoire Schauspiel & Musical (Auswahl)
| Cosmo Brown                        | Singin‘ in the Rain     | Regie: Dirk Böhling      | Landestheater Detmold                | 2008    |
| Gouvernante                        | Kadettenball            | Chor.: David Lichine     | Heinz-Bosl-Stiftung München          | 2007    |
| Offenbach                          | Gaité Parisienne        | Chor.: Maurice Béjart    | Stuttgarter Ballett                  | 2007    |
| Papst                              | Marquis de Sade         | Regie: Gregor Seyffert   | Anhaltisches Theater Dessau          | 2006    |
| Captain Sunny Hill                 | Blume von Hawaii        | Regie: Andrea Schwalbach | Deutsche Staatsoper Unter den Linden | 2003/04 |
| Leierkastenmann Willi              | Lieber Leierkastenmann  | Regie:                   | Opernhaus Halle                      | 2002    |
| Sigismund Sülzheimer               | Das weiße Rössl         | Regie: Ralf Rossa        | Opernhaus Halle                      | 2002    |
| Merkur                             | Orpheus i.d. Unterwelt  | Regie: Karl Ansenger     | Opernhaus Halle                      | 2001/02 |
| Riff                               | West Side Story         | Regie: Bernd Palma       | Opernhaus Halle                      | 2001    |
| Cosmo Brown                        | Singin‘ in the Rain     | Regie: Renate Rochell    | Städtebundtheater Hof                | 2001    |
| Erik Satie                         | Spaß mit Erik Satie     | Regie: Thorsten Kreissig | Münchener Philharmoniker             | 2000    |
| Prinz Orlofsky                     | Die Fledermaus          | Regie: Beat Wyrsch       | POC, Pocket Opera Nürnberg           | 1999    |
| Teufel, Prinzessin                 | Geschichte vom Soldaten | Regie: Thorsten Kreissig | Deutsche Staatsoper Unter den Linden | 1999    |
| Hauptrolle (Wechselnde Charaktere) | Fifty-Fifty             | Regie: Uwe Nielsen       | Konzertdirektion Landgraf            | 1999    |
| Sigismund Sülzheimer               | Das weiße Rössl         | Regie: Franz Winter      | Komödie im Bayerischen Hof, München  | 1997/98 |
| Barnaby Tucker                     | Hello Dolly             | Regie: Karl Wesseler     | Staatsoper Hannover                  | 1997    |
| Diverse Rollen                     | Tante Tilly & die 20er  | Regie: Charles Ebert     | Staatsoper Hannover                  | 1997/98 |
| Conférencier                       | Cabaret                 | Regie: Michael Wedekind  | Stadttheater Luzern                  | 1993/94 |
| Hitler                             | UfA – Revue             | Regie: Jürg Burth        | Theater des Westens, Berlin          | 1992    |